# Guido Santórsola
Guido Santórsola   (Canosa di Puglia, 18 de novembre de 1904 - Montevideo, 24 de setembre de 1994) fou un compositor brasiler-uruguaià, violinista, violista, intèrpret de viola d'amore i director d'origen italià.

## Vida i música
Santórsola va néixer a Itàlia i la seva família es va establir a São Paulo, Brasil, el 1909. Després de rebre les primeres instruccions musicals del seu pare, Enrico, aviat va ingressar al "Conservatório Dramático i Musical"" de São Paulo estudiant violí amb Zaccaria Autuori i contrapunt, harmonia i composició amb Agostino Cantù i Lamberto Baldi.
Va anar a Europa a estudiar violí amb Gaetano Fusella (1876-1973) a Nàpols i amb Alfred Mistowski (1872-1964) al "Trinity College de Londres".
De retorn al Brasil el 1925, va fundar l'Institut Musical del Brasil i va ser violista del Quartet Paulista i de lOrquestra Municipal del Teatre de Rio de Janeiro. Posteriorment, va ser professor de violí, viola i harmonia al "Conservatório Dramático i Musical" de São Paulo abans d'establir-se a Montevideo el 1931. El mestre italià Lamberto Baldi, director de lOrquestra Sinfònica del SODRE, va convidar Santórsola a ser el primer violista de la seva orquestra i també actues amb el SODRE Chamber Ensemble. Santórsola va fundar i dirigir posteriorment les orquestres de la Societat de Cultura Artística Uruguaya i de l'Institut Cultural Brasil-Uruguai, va ser violista al Quartet Kleiber i va ser professor de l'Institut d'Estudis Superiors de l'Escola Normal de Música de Montevideo.
Santórsola va compondre un gran treball que exhibeix clarament l'energia melòdica i rítmica de l'Amèrica Llatina. El seu estil musical es va veure inicialment influït pel seu interès pel contrapunt barroc, la música popular brasilera i uruguaiana, i més tard el serialisme de dotze tons. Va escriure obres orquestrals i vocals, concerts, música de cambra i instrumental, sobretot les seves nombroses composicions per a guitarra clàssica.
Entre els alumnes de Santórsola hi havia la compositora Amelia Repetto.